# Матч-турнир ФИДЕ
Матч-турнир ФИДЕ — командное, заочное соревнования по шахматной композиции; проводятся с 1972 под эгидой ФИДЕ. Считается неофициальным первенством мира. 
- Матч-турнир ФИДЕ 1972—1975
- Матч-турнир ФИДЕ 1980—1983
- Матч-турнир ФИДЕ 1984—1988